# Az élet csodái (film)
Az élet csodái (eredeti címe: Mùa hè chiều thẳng đứng) 2000-ben bemutatott német-francia kooprodukcióban készült Vietnámban játszódó filmdráma, amelyet Tran Ahn Hung írt és rendezett. Ez volt Tran rendező harmadik vietnámi témájú filmje. A produkció főbb szerepeiben Tran Nu Yên-Khê, Nguyen Nhu Quynh és Le Khanh. 
2000. május 18-án mutatták be először a cannes-i filmfesztiválon az Un certain regard programban. A francia nagyközönség május 24-től láthatta a mozikban. Magyarországon 2001. április 26-án jelent meg. Vietnámban jóval később, 2018. szeptember 22-én vetítették le.

## Történet
Édesanyjuk halálának évfordulóján három nővér találkozik a korabeli Hanoiban, hogy emlékbankettet készítsenek elő. A bankett után azonban kiderülnek titkok, amelyek eddig a háttérben lappangtak.
A legidősebb nővérnek van egy kisfia, akit Kisegérnek becéznek. Férje, Quoc, botanikai fotós, és sokat van távol. A középső nővér nemrég fedezte fel, hogy terhes a férjétől, Kientől, aki írói válságban szenved. 
A kacér legfiatalabb nővér állandóan arról fantáziál, hogy babát vár, és a bátyjával, Hai-jal él együtt, akihez rendkívül ragaszkodik.

## Szereplők
| Szerep | Színész          | Magyar hangja   |
| ------ | ---------------- | --------------- |
| Lien   | Tran Nu Yên-Khê  | Szénási Kata    |
| Suong  | Nguyen Nhu Quynh | Náray Erika     |
| Quoc   | Chu Hung         | Varga Tamás     |
| Kien   | Tran Manh Cuong  | Holl Nándor     |
| Khanh  | Le Khanh         | Zsigmond Tamara |
| Hai    | Ngo Quang Hai    | Hegedűs Miklós  |
| Hoa    | Vu Long Le       | Kossuth Gábor   |
| Toan   | Hoang Lam Tung   | Molnár Levente  |

## Fogadtatás

### Kritikai visszhang
Az élet csodái kiváló értékelést kapott. A Rotten Tomatoeson 81%-os minősítést ért el 58 értékelés alapján, az összefoglaló szerint: „Az élet csodái gyönyörűen, költőien megkomponált, a mindennapi élet történetébe ringatva a nézőt.” Desson Thomson a Washington Posttól azt írta: „Vannak jelenetek, amelyek egyszerűen arra kérik a nézőket, hogy élvezzék a részleteket, élvezzék a lakomát, és ne csak a cselekményt kövessék.” Roger Ebert azt írta: „Az élet csodái gyönyörű, lanyha, passzív - úgy szól, mintha háttérzene lenne önmagához.” Lisa Schwarzbaum az Entertainment Weeklytől azt írta: „Tran azt sugallja, hogy az érzéki csendéletű történetben a pillanatok számítanak.”
A MetaCritic 72 pontot adott a 100-ból 21 vélemény alapján. Kenneth Turan a Los Angeles Timestól azt írta: „Teljesen magával ragadó élmény. Gyengéd, elragadóan szép és a mindennapi érzékiségben bővelkedő, a filmkészítés eleganciájával és kifinomultságával annyira megrészegít, hogy már az is mellékesnek tűnik, hogy egyáltalán észrevesszük-e, nemhogy érdekeljen, hogy van-e cselekménye.” Jonathan Rosenbaum a Chicago Readertől azt írta: „A történet meglehetősen konvencionális és nem különösebben jól elmesélt, bár mint mindig, Tran képei annyira érzékiek és gyönyörűek, hogy ritkán unatkoztam vagy voltam frusztrált.”

### Bevételi adatok
A Box Office Mojo szerint a film 201 ezer dolláros bevételt keresett, a költségvetésről nincs adat.

## Fontosabb díjak és jelölések
| Esemény                        | Díj                   | Kategória             | Eredmény |
| ------------------------------ | --------------------- | --------------------- | -------- |
| 2000-es cannes-i filmfesztivál | Un certain regard-díj | Un certain regard-díj | Jelölve  |